# Saint-Médard-d’Aunis
Saint-Médard-d’Aunis – miejscowość i gmina we Francji, w regionie Nowa Akwitania, w departamencie Charente-Maritime.
Według danych na rok 1990 gminę zamieszkiwały 1073 osoby, a gęstość zaludnienia wynosiła 48 osób/km² (wśród 1467 gmin regionu Poitou-Charentes Saint-Médard-d’Aunis plasuje się na 282. miejscu pod względem liczby ludności, natomiast pod względem powierzchni na miejscu 318.).